# Dolichopoda
Dolichopoda är ett släkte av insekter. Dolichopoda ingår i familjen grottvårtbitare.

## Bildgalleri

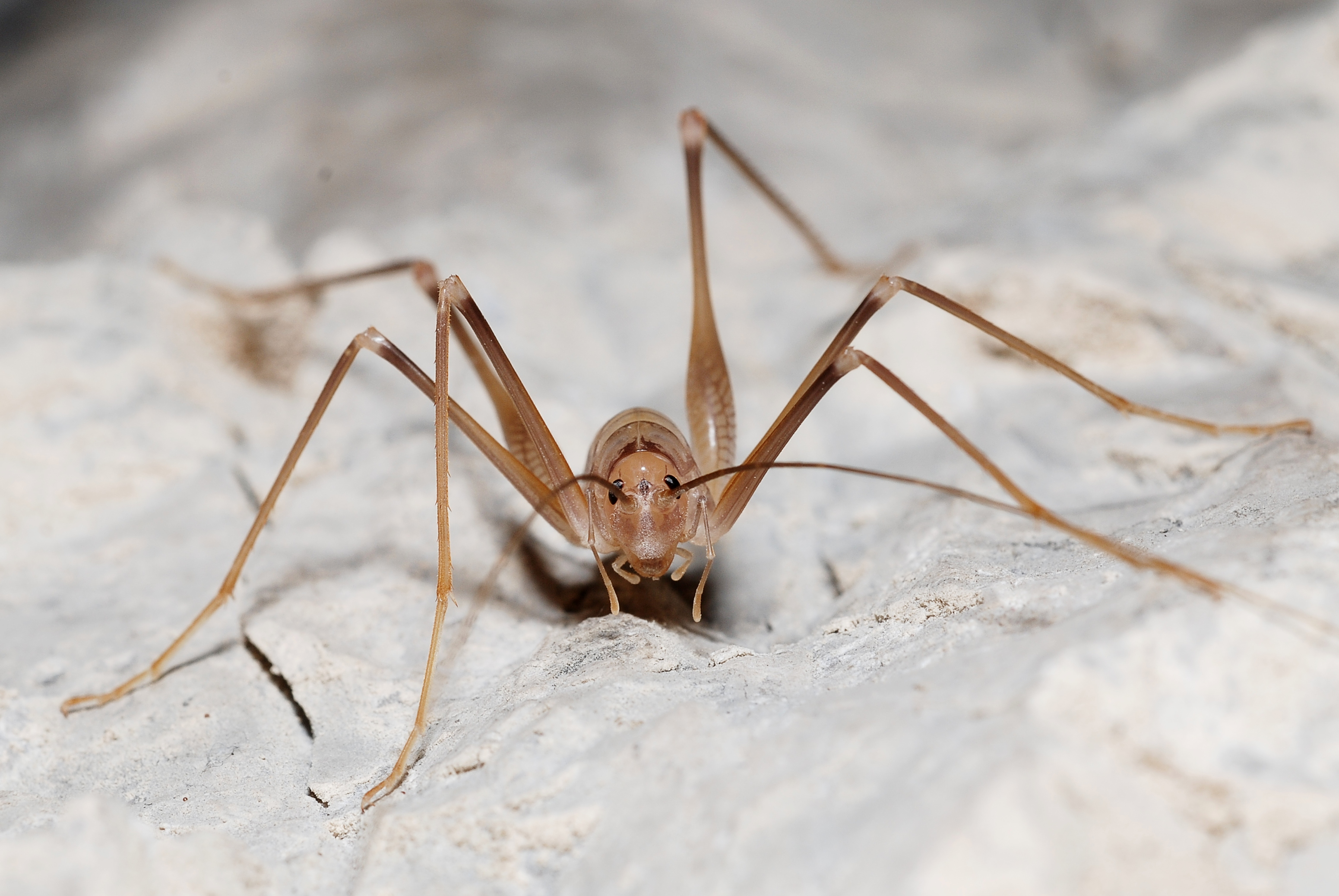
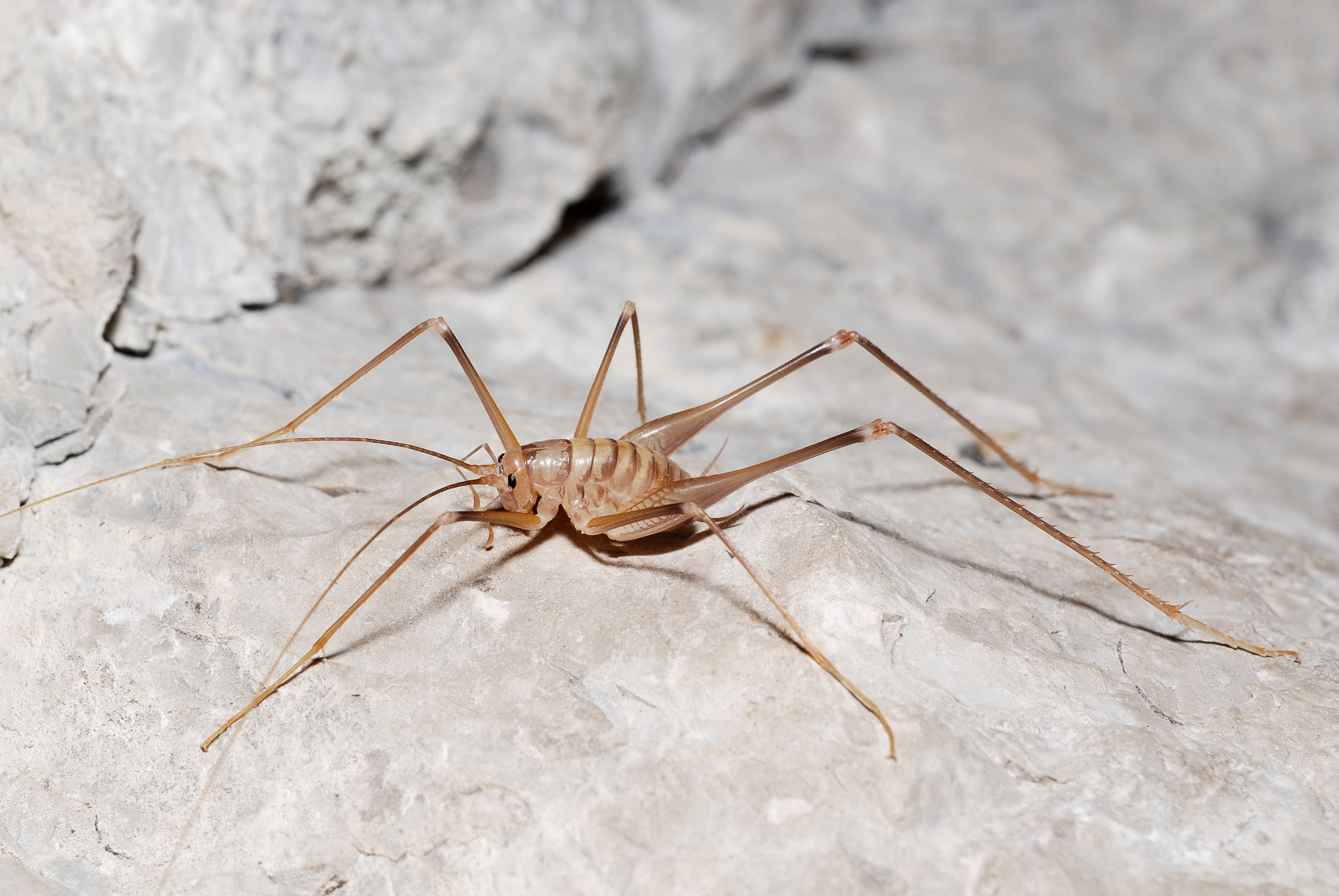
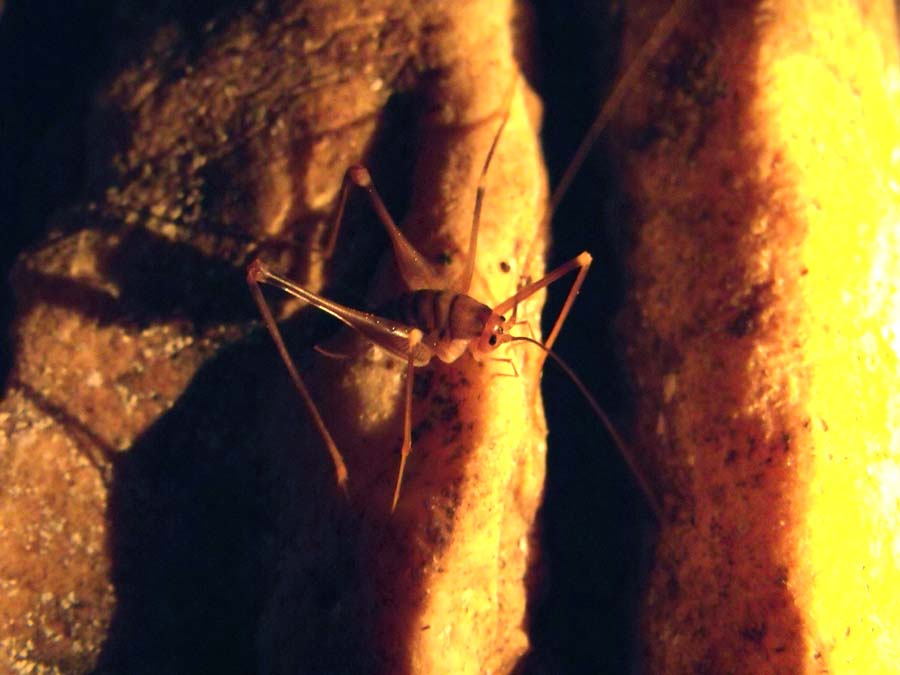
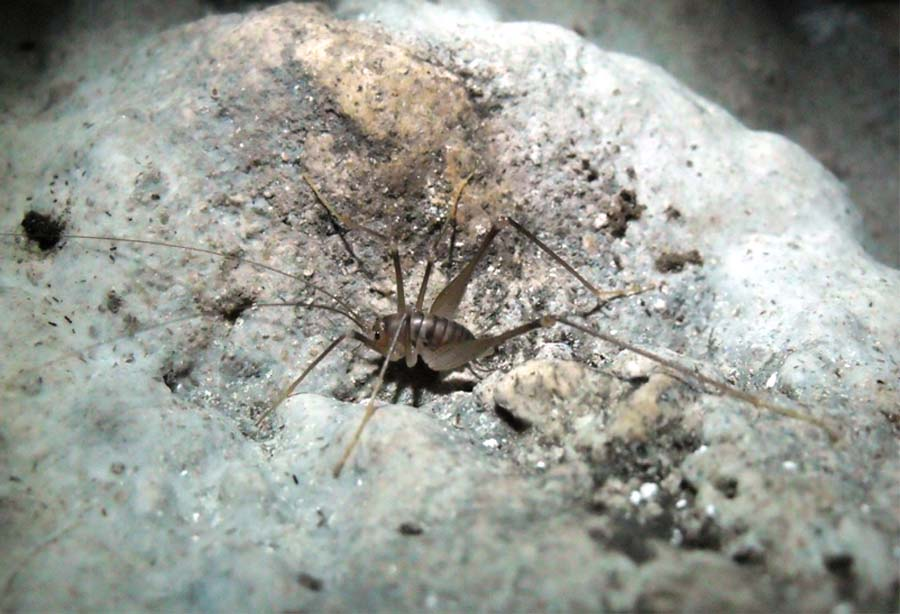
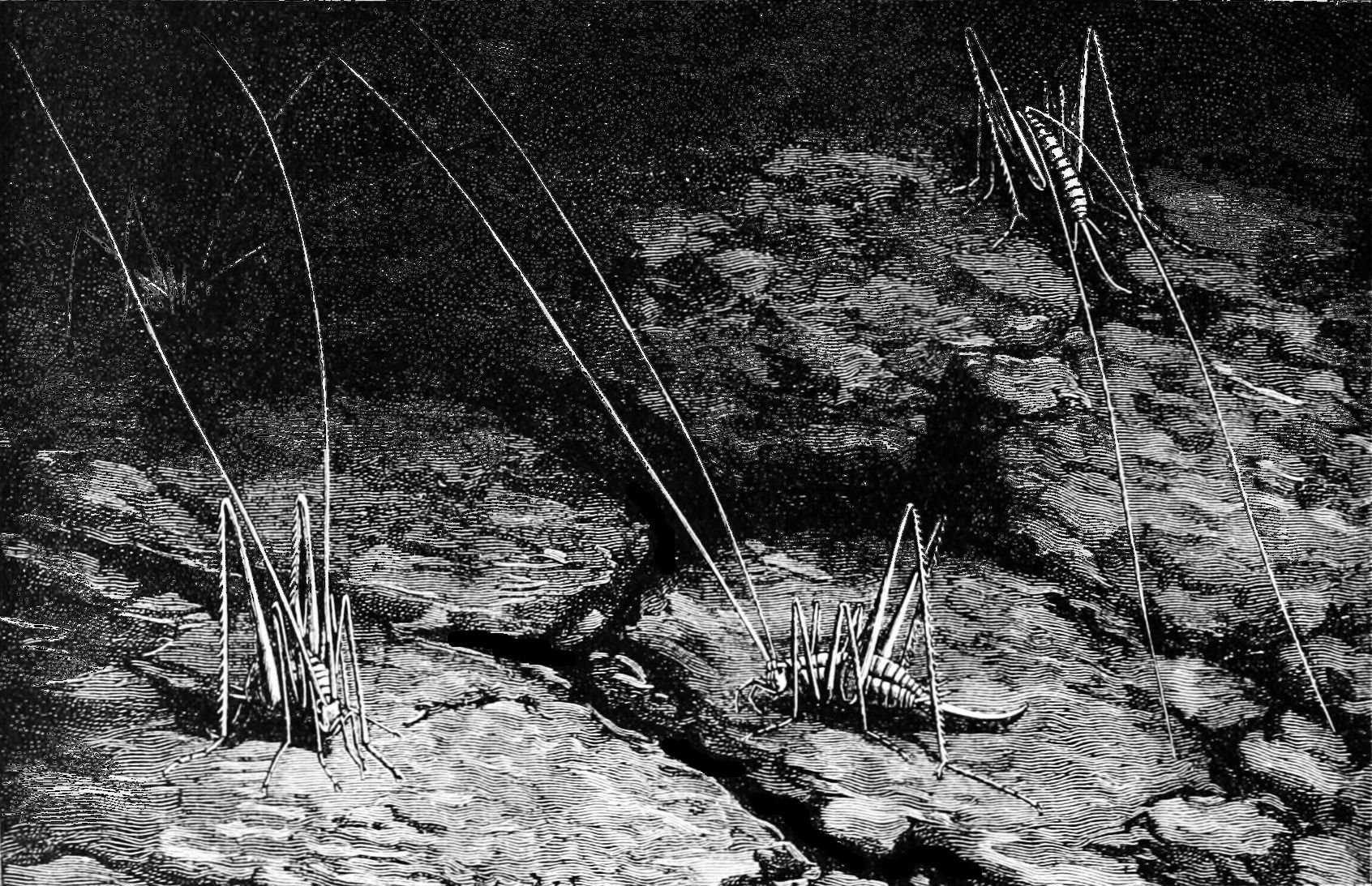
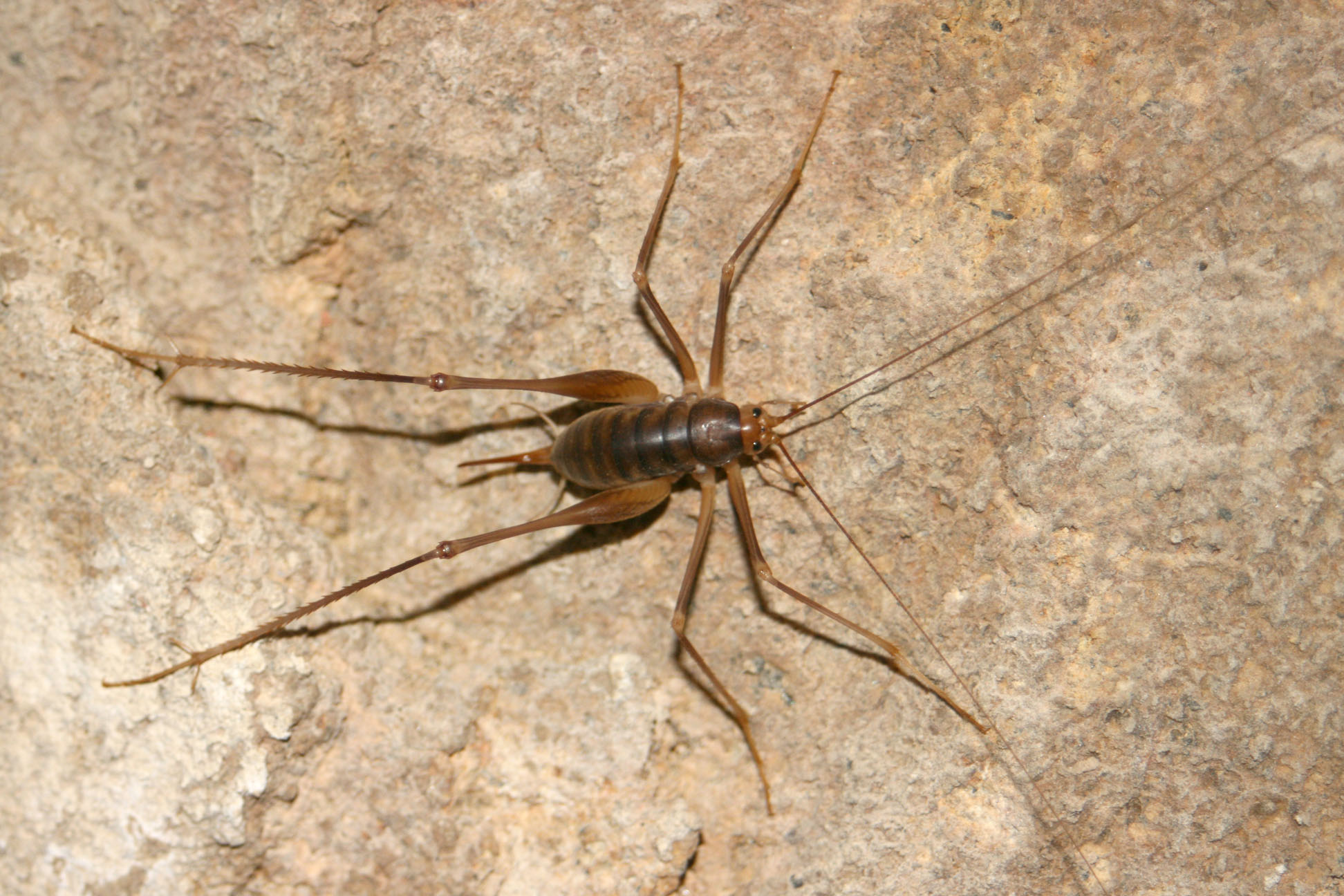

## Dottertaxa tillDolichopoda, i alfabetisk ordning[1]
- Dolichopoda aegilion
- Dolichopoda annae
- Dolichopoda aranea
- Dolichopoda araneiformis
- Dolichopoda azami
- Dolichopoda baccettii
- Dolichopoda bolivari
- Dolichopoda bormansi
- Dolichopoda calabra
- Dolichopoda capreensis
- Dolichopoda cassagnaui
- Dolichopoda chopardi
- Dolichopoda cyrnensis
- Dolichopoda dalensi
- Dolichopoda euxina
- Dolichopoda gasparoi
- Dolichopoda geniculata
- Dolichopoda giachinoi
- Dolichopoda graeca
- Dolichopoda hussoni
- Dolichopoda insignis
- Dolichopoda ithakii
- Dolichopoda kiriakii
- Dolichopoda laetitiae
- Dolichopoda ligustica
- Dolichopoda linderi
- Dolichopoda lustriae
- Dolichopoda lycia
- Dolichopoda makrykapa
- Dolichopoda matsakisi
- Dolichopoda muceddai
- Dolichopoda naxia
- Dolichopoda noctivaga
- Dolichopoda palpata
- Dolichopoda paraskevi
- Dolichopoda patrizii
- Dolichopoda pavesii
- Dolichopoda petrochilosi
- Dolichopoda pusilla
- Dolichopoda remyi
- Dolichopoda sbordonii
- Dolichopoda schiavazzii
- Dolichopoda steriotisi
- Dolichopoda thasosensis
- Dolichopoda unicolor
- Dolichopoda vandeli